# سی شدو (آی‌ایکس-۵۲۹)
سی شد و (آی‌ایکس-۵۲۹) (به انگلیسی: Sea Shadow (IX-529)) یک کشتی است که طول آن ۱۶۴ فوت (۵۰ متر) می‌باشد. این کشتی در سال ۱۹۸۵ ساخته شد.